# Thutmosis III
Thutmosis III (sinh 1486 TCN, mất 4 tháng 3 năm 1425 TCN) còn gọi là Thutmose hoặc Tuthmosis III, (tên có nghĩa là "Con của Thoth") là vị pharaon thứ sáu của Vương triều thứ Mười tám (thuộc thời kỳ Tân Vương quốc).
Thutmosis là con trai của pharaon Thutmosis II và một thứ phi tên là Isis. Hoàng hậu, tức vợ cả của Thutmosis II có tên là Hatshepsut. Bởi vì Thutmosis III rõ ràng còn là một đứa trẻ khi ông lên ngôi, nên mẹ kế của ông là Hatshepsut, người cũng là dì của ông, nắm quyền điều hành chính sự. Có lẽ là Hatshepsut đã giành lấy ngai vàng và là nhà cai trị duy nhất của toàn Ai Cập trong những năm thứ 2 đến thứ 7. Khoảng thời gian mà Thutmosis III phải chịu lép vế trước mẹ kế của mình vẫn đang gây nhiều tranh cãi trong giới nghiên cứu. Nhiều thư tịch cổ đưa ra bằng chứng rằng vương triều của Hatsheput kết thúc muộn nhất vào năm thứ 22 và sau đó Thutmosis III đã trở thành nhà cai trị duy nhất của Ai Cập.
Năm thứ 22 của vương triều Thutmosis III cũng đánh dấu cho sự khởi đầu của những cuộc viễn chinh diễn ra gần như hàng năm đến Cận Đông. Cuộc viễn chinh lần thứ nhất với trận Megiddo với liên minh các lãnh chúa Syria dưới sự chỉ huy của lãnh chúa xứ Kadesh. Mục tiêu của người Ai Cập vốn trước hết là để huỷ diệt nền tảng quyền lực ở vùng Cận Đông vì lo sợ sẽ một lần nữa bị ngoại tộc đô hộ (trước đó Ai Cập đã bị tộc người Hyksos xâm lược) và ngoài ra là vì những lợi ích kinh tế trong khu vực. Ai Cập hưởng lợi từ những mặt hàng giao thương đa dạng cũng như nguồn nhân lực, nông sản cũng như nguồn tài nguyên dồi dào qua đó giúp đất nước nắm chắc trong tay sự thịnh vượng chưa từng có. Những trận đánh lớn tiếp theo xuất hiện trong các chiến dịch thứ 8, 10 và 16. Đối thủ những lần này là người Mitanni và họ đã suy yếu trầm trọng sau những cuộc viễn chinh của Thutmosis.
Ngoài vùng Cận Đông, Ai Cập những năm đầu tiên của Vương triều thứ 18 cũng đã bành trướng đến Nubia, nằm ở phía nam của Thác nước sông Nin thứ nhất ở Aswan. Dưới triều Thutmosis, biên giới phía nam đã được dời đến quá thác nước thứ 4, đến tận Gebel Barkal với Napata là biên giới và chốt giao thương.
Các vị vua của Vương triều thứ 18 đều có sự liên kết đặc biệt với thần Amun ở Karnak. Vì thế, có lẽ Thutmosis III đã cho trùng tu và mở rộng hệ thống đền thờ thần Amun. Công trình chính ở Karnak là Ach-menu, hay còn được gọi là "Đền lễ hội" và được xây dựng vào năm thứ 24 triều Thutmosis III.
Lăng tẩm đầu tiên được Thutmosis III cho xây dựng ở phía tây Thebes, nơi mà ngày nay là Qurna. Trong khoảng 10 năm cuối đời, ông còn cho xây dựng thêm một lăng mộ nữa ở Deir el-Bahari. pharaon Thutmosis III được an táng ở lăng mộ mang số hiệu KV34, nằm ở trong một vách đá hẹp ở nơi xa nhất tại Wadi. Xác ướp của Thutmosis III về sau đã được chuyển đến khu mộ DB320, ở nơi mà nó đã được tìm thấy vào những năm thuộc thập niên 1870.
Có thể Thutmosis III đã trao quyền đồng cai trị cho con trai cũng như người kế thừa Amenophis II trong những năm cuối đời.

## Gia đình
Chỉ một vài thế hệ trước đời Thutmosis III, cả một vùng rộng lớn ở Hạ Ai Cập đã bị một tộc người di cư từ vùng Cận Đông là Hyksos (Heka-chasut - nghĩa là: "những thống trị ngoại bang") đô hộ. Cuối cùng, một gia đình quý tộc lâu đời được gọi là "Amosis" đến từ Thebes đã đánh đuổi quân xâm lược Hyksos ra khỏi Ai Cập vào cuối thời Vương triều thứ mười bảy. Sau khi các pharaon Seqenenre Tao và Kamose đã cho triển khai nhiều cuộc viễn chinh chống lại người Hyksos, pharaon Kamose đã đánh chiếm được kinh đô Auaris khiến người Hyksos phải rút lui. Sau thắng lợi đó, ông đã thành lập nên Tân Vương quốc. Có suy luận cho rằng Tetisheri, bà nội của Ahmose, và Ahhotep I, mẹ của Ahmose, đều có những đóng góp không nhỏ trong việc thống nhất vương quốc.
Con trai của Ahmose và Chính hậu Ahmose Nefertari lên nối ngôi kế vị sau cái chết của cha. Amenophis và mẹ của ông được người đương thời và đặc biệt là trong thời kỳ Ramessid đặc biệt tôn trọng và thần thánh hoá và được tôn thờ làm thánh quan thầy của những thợ xây mộ ở Set-maat, Deir el-Medina ngày nay. Amenophis I có lẽ không có con trai nối dõi. Sau khi ông mất, Thutmosis I, một người có xuất xứ bí ẩn, trở thành pharaon của Ai Cập. Thutmosis I có thể trở thành pharaon của Ai Cập là nhờ vào cuộc hôn nhân với một người con gái của pharaon Amenophis I là công chúa Ahmose. Cùng với Thutmosis I, Vương triều thứ mười tám, hay còn gọi là nhà Thutmosis, bắt đầu. Sử gia Manetho đánh dấu sự bắt đầu của Vương triều thứ 18 dưới vương triều của Ahmose mặc dù về mặt phả hệ, Ahmose và Amenophis I lại thuộc về Vương triều thứ Mười chín.

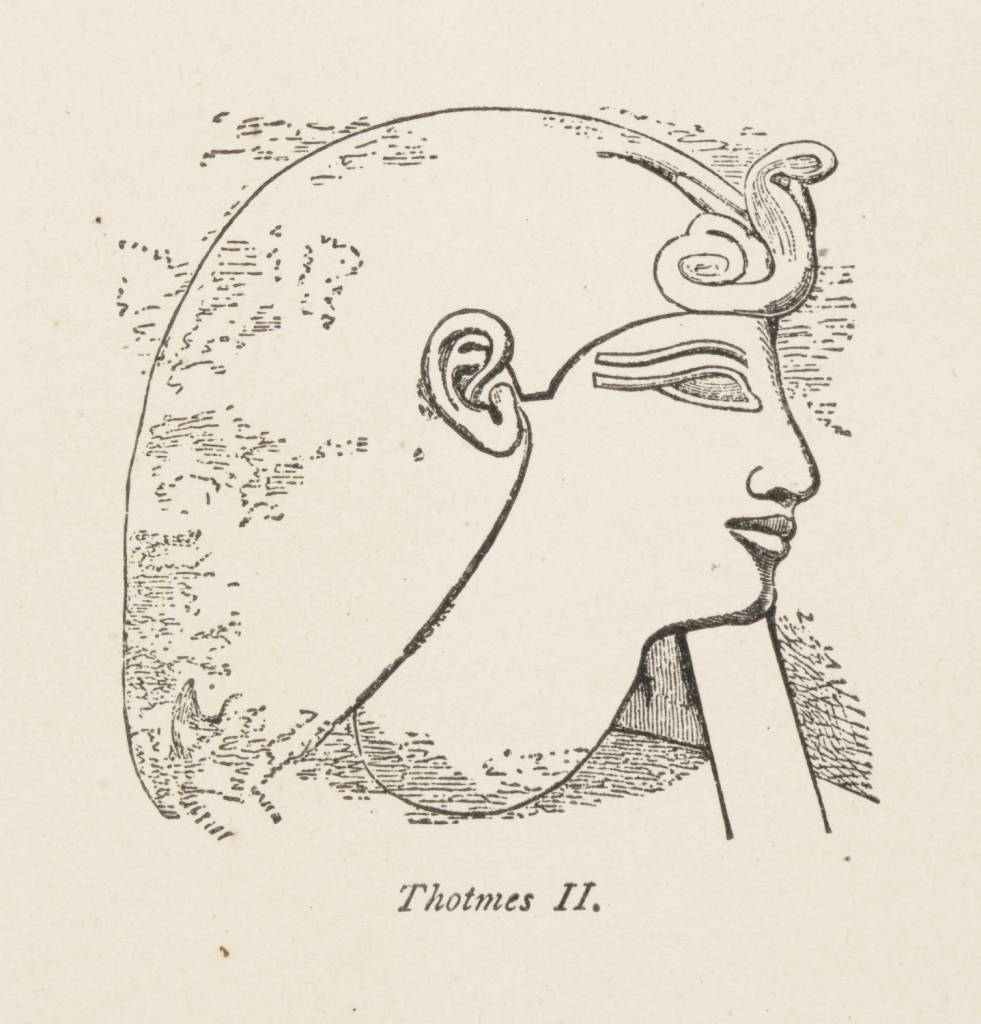
Thutmosis II, cha của Thutmosis III

Ahmose sinh hạ cho pharaon Thutmosis I một người con gái tên là Hatshepsut trong khi thái tử Thutmosis II lại là con trai của một thứ phi tên là Mutnofret. Chị gái cùng cha khác mẹ Hatsheput về sau đã trở thành Chính hậu của Thutmosis II. Cuộc hôn nhân này có thể được thực hiện nhằm bảo tồn "sự tinh khiết của dòng máu". Một trong những kết quả của cuộc hôn nhân này là Đích nữ Neferure. Tuy nhiên, Thutmosis III lại là con của một thứ phi tên là Isis. Isis có lẽ xuất thân từ một gia đình quý tộc và có quan hệ mật thiết với hoàng tộc. Theo suy nghĩ của Angelika Tulhoff, Isis đã được nhà vua nhận vào hậu cung.

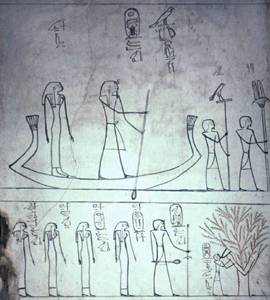
Tranh vẽ Thutmosis III cùng gia quyến trong lăng mộ ký hiệu KV34: Phía trên: Thutmosis III cùng mẫu hậu Isis trên thuyền chèo. Dưới: Thutmosis III được mẹ (được vẽ là cây) cho bú. Cạnh bên: Thutmosis III cùng các người vợ Hatshepsut-Merytre, Satiah, Nebtu và con gái Nefertari.
Mô tả: Ở bên cạnh Thái hậu Isis là Hoàng hậu Hatshepsut-Merytre, cả hai đều còn sống trong khoảng thời gian này. Ở phía sau họ là Hoàng hậu Satiah được ghi chú là "Maa-cheru", tức là đã mất. Ở phía sau Satiah là thứ phi Nebtu. Nebtu có lẽ là một người phụ nữ giàu có và có ảnh hưởng vì bà có một quản gia riêng. Ngoài ra, trên cây cột này còn có vẽ hình công chúa Nefertari và cũng được ghi chú là "Maa-cheru".

Chính cung hoàng hậu của Thutmosis III là Satiah, con gái của bà vú hoàng gia tên là Ipu. Có lẽ người con đầu tiên được phong làm thái tử Amenemhat là con của Satiah. Năm thứ 24 triều Thutmosis III, Amenemhat được gọi là đích tử của pharaon và theo như chữ khắc trong một ngôi đền ở Karnak thì ông đã được phong tước hiệu "Người cai quản đàn bò của thần Amun". Vào thời điểm này, Satiah vẫn còn là chính hậu của Thutmosis III. Ngoài Amenemhat, bà còn sinh ra cho ông một vài người con khác như một công chúa tên là Nefertari, một người con trai khác tên là Sa-Amun. Thái tử Amenemhat mất trong khoảng thời gian giữa những năm thứ 24 và 35. Hoàng hậu Satiah có lẽ cũng đã mất sớm bởi vì sau năm thứ 33, tên của bà không còn được đề cập đến giống y như người con trai thứ Sa-Amun. Sau đó, pharaon Thutmosis III kết hôn với một "dân nữ bình thường" tên là Hatshepsut-Meryetre và phong bà làm chính cung. Bà sinh ra cho ông người kế nhiệm Amenophis II cũng như hai cô công chúa tên là Merit-Amun và Tija. Theo như chữ khắc trên một đồ trang sức hình bọ hung, Thutmosis III còn có một người con gái khác với một bà vợ thứ.

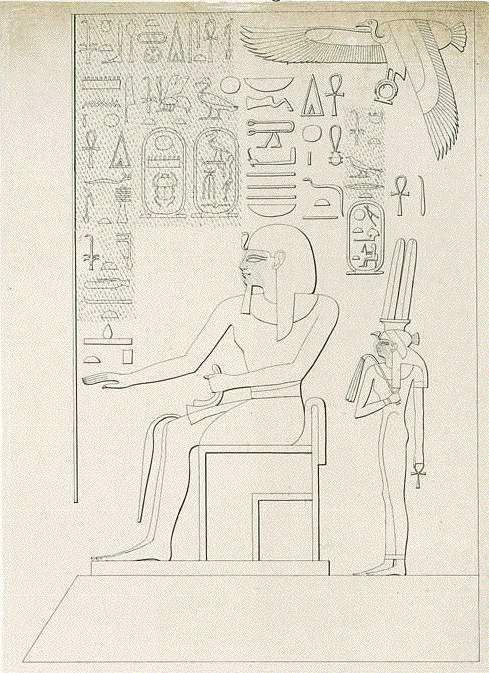
Hoàng hậu Hatshepsut-Merytre (phải) bên cạnh Thutmosis III

3 bà thứ của Thutmosis có tên là Manhat, Mahnta và Manawa và được biết đến qua ngôi mộ chung ở ngôi làng nhỏ Wadi Quabbabat el-Qurud ở phía Tây Thebes. Bởi vì cả ba bà đều có tên xa lạ cũng như có ngữ âm khác biệt nên có thể xác định họ là những người phụ nữ đến từ Syria. Khu lăng mộ của ba bà được biết nhờ số lượng lớn trang sức, đồ mỹ phẩm cũng đĩa quý được phát hiện. Không rõ họ được an táng khi nào cho dù có nhiều dẫn chững cho thấy có thể họ đã được chôn cất vào những năm mà Thutmosis III còn rất trẻ. Nhà nghiên cứu Angelika Tulhoff cho rằng là cả ba người đều đã được tuyển vào cung khi mà Thutmosis II còn tại vị và tiếp tục được Thutmosis III thu nhận sau khi ông nối ngôi kế nghiệp cha.

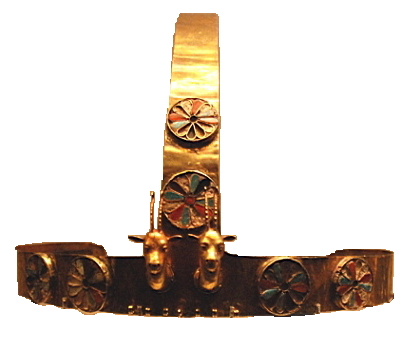
Vương miện khai quật được từ lăng mộ từ ba người vợ người Syria

## Pharaon của Ai Cập

### Đồng cai trị cùng Hatshepsut

#### Lên ngôi
Với tư cách là hoàng tử Thutmosis III được đào tạo thành một tu sĩ Inmutef. Chức vị tu sĩ này thường được các vị hoàng tử đảm nhiệm và có liên quan đến tục an táng người chết. Sau cái chết của cha ông Thumosis II, ông nối ngôi kế nghiệp theo tục lệ. Việc được phong làm Thái tử được Thutmosis III đề cập đến trong chữ khắc ở đền Karnak vào năm thứ 42. Trong chữ chạm khắc này, ông mô tả quyền kế nhiệm của mình như là một quyết định của thần Amun-Re và qua đó chứng minh cho tính chính thống của mình với tư cách là pharaon bên mặt tâm linh theo cách mà trước đó Hatshepsut đã làm:
Amun, người là thân sinh của ta, ta là con trai của người, người ra lệnh cho ta, rằng ta sẽ ngồi lên ngai vàng của người, khi ta còn ở trong tổ của người. Người đã tạo ra ta từ chính giữa trái tim; […][nó không phải là] chuyện hoang đường; nó không phải là chuyện bịa đặt rằng khi ta còn là một đứa trẻ, khi ta còn là một đứa bé sơ sinh đã ở trong ngôi đền của người, khi lễ tấn phong giáo đồ của ta còn chưa được tiến hành[…] Ta mang trên mình hình dạng của một vị tu sĩ Immutef, giống như chàng Horus trẻ tuổi ở Chemmis.[…] Thần Re đã sắc phong ta và ta đã được đội lên đầu vương miện mà người đã từng đội. Cái [vương miện ]duy nhất của ngài đã được đội [trên trán … Ta] đã được ban những gì tính tuý nhất, ta đã được đổ đầy bằng sự ưu việt của thánh thần, như Horus,...; ta đã được trang trí bằng chân giá trị của thánh thần— Bút tích của Thutmosis III ở Karnak, 

Thutmosis III là thầy cúng tế; chữ khắc ghi "pharaon của Thượng và Hạ Ai Cập, Chúa tể của hai miền đất, Men-cheper-Re"

Theo quan niệm Ai Cập cổ, nhà nước là hiện thân của một trật tự được các pharaon tạo ra bằng sức mạnh của thánh thần. Mỗi khi một vị pharaon băng hà, "trật tự thế giới của thần thánh" (Ma'at) đó lại biến mất và sẽ được tái tạo khi một vị pharaon mới lên ngôi. Sức mạnh thần thánh đó được ban bởi thần mặt trời, người được coi là người tạo nên trật tự thế giới Maat. Sự chuyển giao được thực hiện trong các nghi lễ lên ngôi và đăng quang.

#### Những năm đầu tiên
Bởi vì vẫn còn nhỏ tuổi khi lên ngôi nên mẹ kế và đồng thời là dì của Thutmosis III là Hatshepsut làm nhiếp chính thay ông điều hành triều chính. Ở Ai Cập cổ đại, không có gì lạ khi chính hậu của vua quá cố nắm quyền điều hành đại sự cho đến khi ấu vương đến tuổi trưởng thành và có thể tự mình nắm triều chính.
Câu chuyện này đã được đề cập đến trong tự truyện được khắc trong mộ của vị công trình sư Ineni:
Con trai ngài [Thutmosis II] thay thế trở thành vị vua của Hai Vùng đất, trở thành Chúa tể của ngôi báu mà vua cha để lại. Chị gái ngài [của Thutmosis II] là Hoàng hậu Thần thánh Hatshepsut đã sắp đặt công việc của Hai Vùng đất bằng lý trí của những kế hoạch của bà. Ai Cập được tạo ra để nỗ lực với sự cung kính dành cho bà, hạt giống tuyệt diệu của thần thánh (Thutmosis I), xuất phát từ ngài.— Tự truyện của vị công trình sư Ineni, 

Một vài tài liệu cho thấy rằng Thutmosis III đã trực tiếp nắm quyền điều hành triều chính trong những năm đầu tiên. Một trong những bằng chứng cho thấy sự cai trị của Thutmosis III là bút tích của một vị Ptahhotep được chạm khắc trong chuyến viếng thăm đến kim tự tháp Djoser ở Saqqara vào tháng thứ 7, năm thứ nhất triều Thutmosis III. Ông ta đã nhấn mạnh đến những việc thiện mà Thutmosis III đã ban phát cho dân chúng Thebes mà không hề đề cập đến Hatsheput.

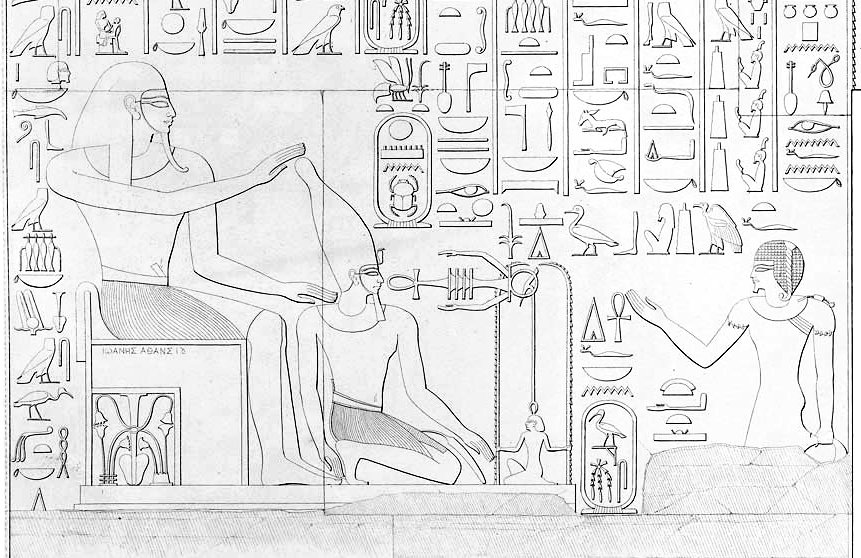
Tranh vẽ trong đền ở Semna: Thần Dedun trên ngai vàng đang đội Vương miện trắng cho Thutmosis III đang quỳ

Trong năm thứ 2 vương triều của mình, Thutmosis III đã ban thánh chỉ lệnh cho Phó vương xứ Kush xây dựng một đền thờ ở Semna để thờ thần Dedun và pharaon đã được thần thánh hoá Senusret III. Sắc lệnh này đã được khắc lại ở bức tường phía đông của ngôi đền mới. Tất nhiên là vẫn còn có những tranh cãi rằng liệu Thutmosis III đã tự lên kế hoạch xây dựng ngôi đền nay hay là thánh chỉ chỉ được thảo ra nhân danh ông mà thôi. Cũng khó để có thể xác định để xác định được khoảng cách thời gian giữa thánh chỉ được ban vào năm thứ hai và khi nó được chạm khắc lên tường của ngôi đền mới. Có một bức vẽ Hatshepsut ở trong đền nhưng về sau đã bị chùi xoá gọi bà là hoàng hậu nhưng vai trò và dáng điệu của bà trước các vị thần lại giống như là của một người viếng đền, điều mà thông thường chỉ của các vị pharaon.
Một tài liệu khác được đề cập đến là chữ khắc của công trình sư Senenmut ở Karnak. Senenmut từng đảm nhiệm chức vị của một vị quan quản lý tài chính thuật lại rằng pharaon đã ra lệnh cho ông thành lập nên một công quỹ ở đền thờ thần Amun. Ngày khắc chữ thường được cho là vào năm thứ 4, Shemu thứ nhất, Ngày 16 nhưng bởi vì hàng đầu tiên đã bị hư hỏng nên đã có nhiều ý kiến khác nhau về năm nó được khắc. Việc Thutmosis III được đề cập trực tiếp cho thấy rằng 3 năm kể từ khi lên ngôi nối nghiệp thì các sắc lệnh được ban bố dưới tên của ông. Ngoài việc thời gian chính xác còn đang bị tranh cãi thì việc hàng chữ đầu tiên vốn đã bị phá trong giai đoạn Amarna đã được khắc lại trọng quá trình trùng tu công trình. Vì đây là một bản sao chép trong giai đoạn Ramesside, nên không thể xác nhận được rằng, liệu trong bản gốc lúc đầu có ghi tên Hatshepsut và tên của Thutmosis III được ghi đè lên sau đó hay không.
Một trong những việc làm khác của Thutmosis III là việc ông phong Useramun là Vezir (tể tướng) vào năm thứ 5. Ông này thay thế người cha đã già yếu Ahmose Aametju để tiếp tục đảm nhiệm chức vụ này. Tấm Papyrus của Turin 1878 có lưu truyền đoạn mở đầu của một cảnh khi mà Thutmosis III tự mình đến thăm Useramun và bổ nhiệm ông này vào chức tể tướng vì những điểm hơn người của ông ta. Một tài liệu không đề ngày tháng khác đề cập đến sự việc này là chữ khắc trong lăng mộ của Useramun ở Thebes. Tuy nhiên, không bất kỳ bản nào trong hai bản trên xuất hiện cùng thời điểm với sự kiện. Chữ khắc trong mộ được khắc khi mà Useramun hoàn thành công việc xây mộ, tức là có lẽ vào khoảng giai đoạn giữa hoặc cuối của vương triều Thutmosis III, và sau khi Hatshepsut băng hà. Tấm Papyrus xuất hiện muộn hơn, chắc chắn là sau vương triều thứ 18.

#### Hatshepsut đoạt quyền
Có lẽ Hatshepsut đã đoạt quyền cai quản triều chính trong khoảng thời gian từ năm thứ 2 đến năm thứ 7 khi mà bà cầm quyền như một pharaon. Tuy nhiên thời điểm khi mà Hatshepsut lên năm quyền vẫn còn đang gây nhiều tranh cãi trong giới nghiên cứu. Các nhà nghiên cứu Suzanne Ratié và Wolfgang Helck đưa ra con số là năm thứ 7, Donald B. Redford và Christian Cannuyer lại cho rằng là năm thứ 2, trong khi Claire Lalouette lại cho rằng vào năm 5-6. Tuy nhiên, chắc chắn rằng Hatshepsut tự xưng tước vị pharaon muộn nhất là vào năm thứ 7.

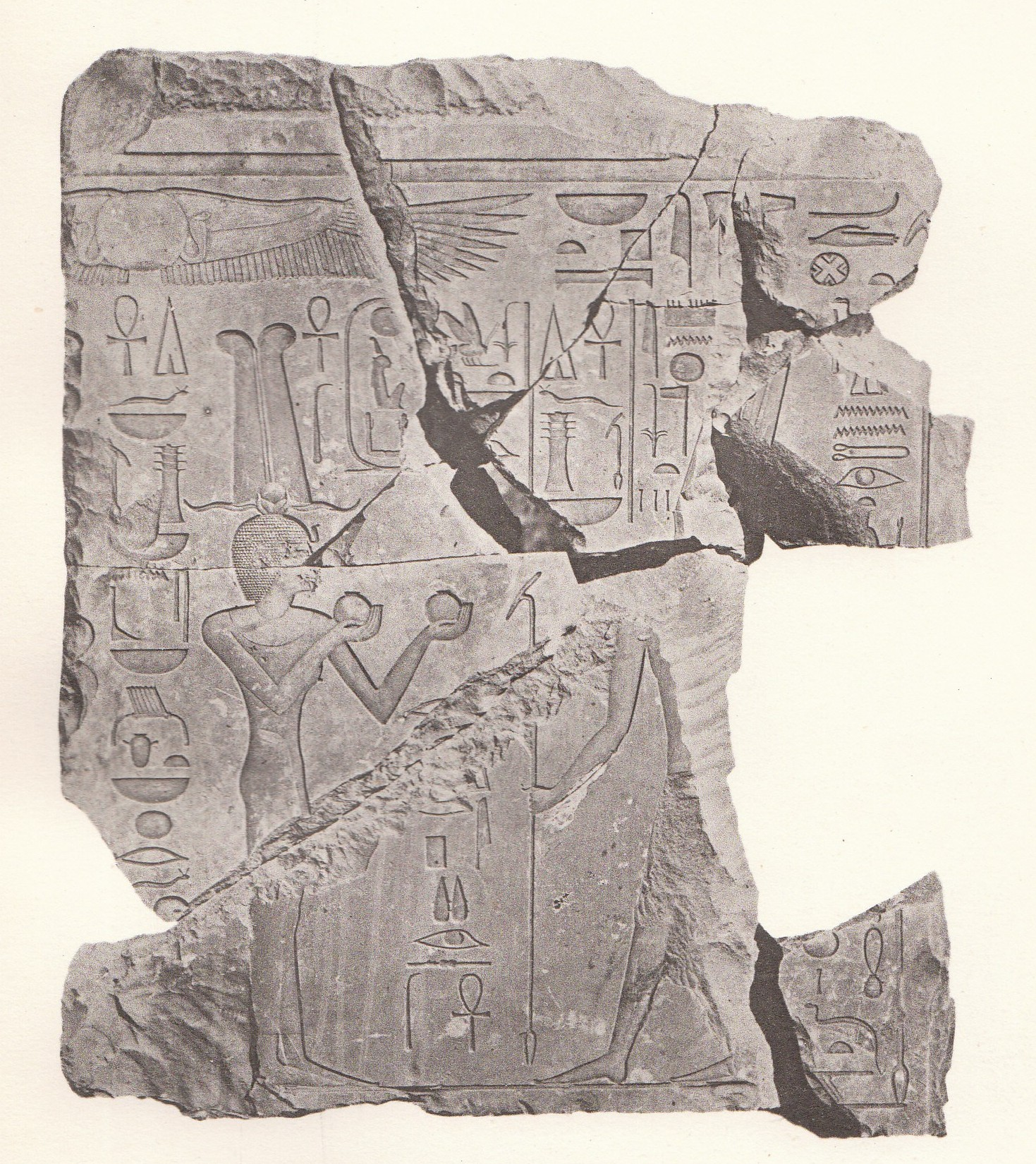
Mảnh vỡ từ Đền thờ Karnak cho thấy Hatshepsut là phụ nữ, mặc bà dùng trang phục hoàng gia của pharaoh nam (Chevrier, 1934).

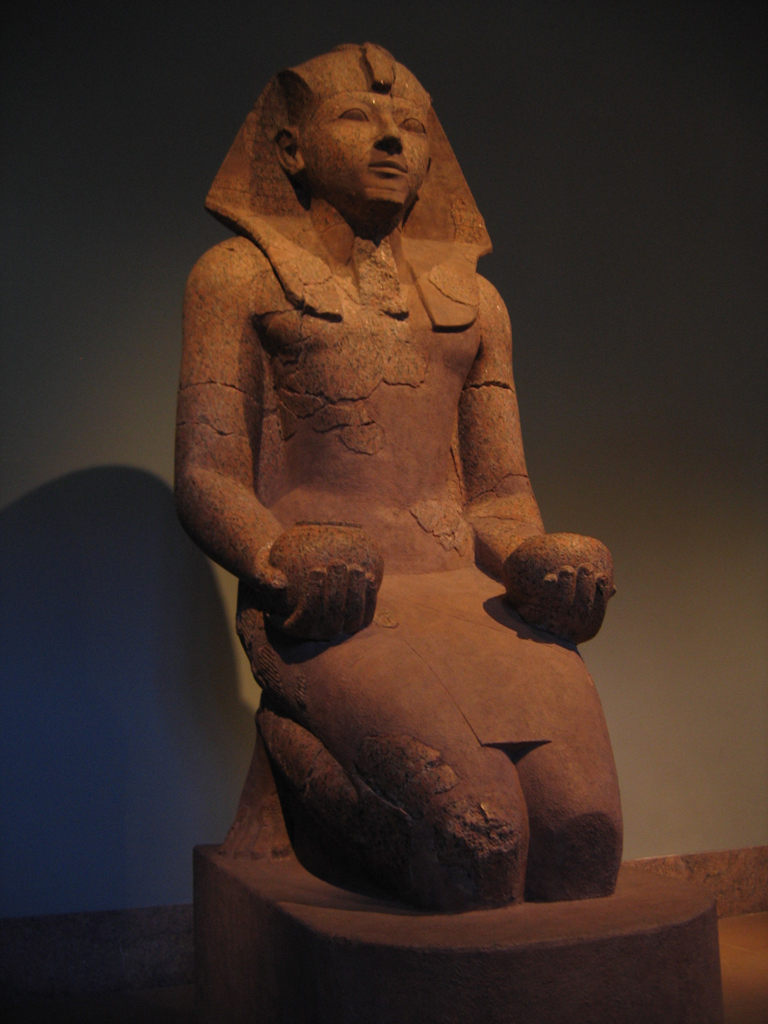
Hatshepsut trong trang phục pharaoh nam.

Sự trỗi dậy của Hatshepsut tại một vương quốc do nam giới cầm quyền là có một không hai trong lịch sử Ai Cập. Bắt đầu bằng cách sử dụng các tước hiệu và biểu tượng của vua nhưng vẫn giữ lại hình dáng và trang phục của một người phụ nữ trong các bức bích họa. Các tài liệu khác nhau chỉ ra sự hỗn hợp các đặc điểm của một vị vua và nữ hoàng dựa trên các bức bích họa trong khoảng thời gian này. Rất khó để xác định giai đoạn tạm thời này kéo dài bao lâu, nhưng nó vẫn đủ thời gian để Hatshepsut xây dựng ba di tích:
- một đền thờ bằng đá vôi ở Karnak, về sau được dùng để làm móng cho ngôi đền của Amenophis III ở Bắc Karnak[29]
- một công trình mà ngày nay chỉ còn một rầm đỡ còn sót lại[30]
- đền thờ phía nam của Buhen.

Trong bối cảnh này, không thể không kể đến những chữ khắc từ Chapelle Rouge ở Karnak được xây dựng từ năm thứ 2 (triều Hatshepsut). Hatshepsut đã sử dụng nó để hợp pháp hóa uy quyền của mình khi nói rằng bà thuận theo lời sấm của thần Amun. Ngoài ra, Thutmosis II vẫn được thờ phụng tại nơi linh thiêng nhất tại đền Buhen. Tuy nhiên, tại một thời điểm sau đó, Hatshepsut đã xóa bỏ mọi quan hệ với phu quân Thutmosis II và thay vào đó nhấn mạnh nguồn gốc của bà - con gái của Thutmosis I. Sự thay đổi về tư tưởng này trên các di tích được xây dựng sau đó đóng một vai trò quan trọng để tuyên bố tính hợp pháp của bà ta. Chữ khắc tại tháp môn thứ 8 ở Karnak nhấn mạnh, sự kế vị của bà ta do chính thần Amun chọn lựa nhờ những công lao mà cha bà Thutmosis I đã mang lại. Đặc biệt, một vòng tròn lớn trong một lăng mộ tại Deir el-Bahari mô tả nguồn gốc thần thánh của Hatshepsut. Lễ đăng quang của Hatshepsut được mô tả lại trên những tảng đá của Chapelle Rouge.
Việc Thutmosis III bị Hatshepsut kiềm chế đã được giải thích theo nhiều cách rất khác nhau trong Ai Cập học. Vì vậy, Hatshepsut đôi khi được đánh giá xấp xỉ như một "người phụ nữ vô ích, đầy tham vọng và vô đạo đức", một người "hám quyền và đẩy đứa trẻ Thutmosis III vào trong bóng tối" được cách điệu thành "người mẹ vợ độc ác" đối đầu với "người cháu mang đầy thù oán". Ratié thậm chí còn tìm ra những điểm tương đồng có thể giữa Hatshepsut và Akhenaten dựa vào chủ nghĩa truyền thống, sự nghiêm khắc tôn giáo, quyết tâm lớn và một ý chí ngoan cường.
Trong năm thứ năm của triều đại mình, Hatshepsut bắt đầu cho khởi công xây dựng lăng mộ của mình ở Deir el-Bahari. Mặc dù lăng mộ này là của riêng bà, nhiều hình ảnh thời niên thiếu của Thutmosis III vận y phục nhà vua, đội nhiều vương miện khác nhau và cử hành lễ hiến tế được tìm thấy trong đền. Dựa trên những bức bích họa này, Gabriele Höber-Kamel đưa ra phát biểu rằng "không ai có thể nói rằng Thutmosis III bị người cô đẩy ra rìa hay không được bà ta xem như là một vị vua danh chính ngôn thuận". Do đó, Thutmosis đã có thể tận dụng tuổi trẻ của mình để gặt hái kinh nghiệm trị quốc.

#### Đích thân chấp chính
Nhiều văn bản khác nhau chỉ ra rằng triều đại của Hatshepsut kết thúc ở năm thứ 22 dù không có tham chiếu đến một thời gian cụ thể cho việc này. Manetho đề cập đến một vị vua thứ tư của vương triều thứ 18 có tên là Amessis, trị vì 21 năm 9 tháng và là nữ giới. Thời điểm cai trị này có vẻ rất phù hợp với những chiến dịch diễn ra hàng năm trong năm thứ 22 của triều đại Thutmosis III, đó là lý do tại sao nhiều nhà sử học đánh đồng Amessis với Hatshepsut và chấp nhận thời gian trị vì trên.
Tuy nhiên, cũng có ý kiến rằng Hatshepsut thực chất không mất ở năm thứ 22, bà chỉ truyền ngôi báu cho đứa cháu và đứa con ghẻ Thutmosis vốn đã đến tuổi trưởng thành và vẫn tiếp tục sống thêm một vài năm nữa trong an nhàn. Văn kiện đề cập có ngày tháng cuối cùng về Hatshepsut là Cây cột của những người viết ở Sinai từ năm thứ 20. Tại đây, Hatshepsut và Thutmosis III được biểu thị ngang hàng nhau trong công việc tế lễ.
Tại một thời điểm sau đó, các di vật tưởng niệm của Hatshepsut bắt đầu bị phá hủy: Các bức vẽ và vòng tròn hình ô-van khắc tên và tước hiệu của bà đều bị cạy ra, ngọn tháp ở Karnak bị xây tường xung quanh bịt kín trong khi các bức tượng của bà đều bị đập. Thời điểm và nguyên nhân của việc này đang gây tranh cãi trong giới nghiên cứu. Tài liệu quan trọng về thời điểm tiềm tàng cho cuộc Damnatio memoriae này là Chapelle Rouge ở Karnak. Vì công việc xây dựng còn chưa hoàn thành tại thời điểm Hatshepsut qua đời, Thutmosis đã hoàn thành công việc xây dựng dưới tên của mình trong giai đoạn ông một mình chấp chính. Do những chữ khắc rời rạc từ đền Karnak có nhiều khả năng xuất hiện từ năm 42 có nhắc về Chapelle Rouge, thì đây có lẽ là thời điểm sớm nhất cho cuộc truy lùng này.

### Đối ngoại

#### Những cuộc chinh phạt tới Cận Đông
Dưới Thutmosis II, Ai Cập vẫn chiếm vị trí thượng phong tại vùng Cận Đông. Tuy nhiên, sang thời Hatshepsut, có rất ít tài liệu đề cập về châu Á. Rất có thể Ai Cập đã đánh mất các khu vực quan trọng dưới thời trị vị của bà và phạm vi ảnh hưởng của Ai Cập có lẽ cùng lắm cũng chỉ đến phần phía nam của Palestine.
Năm thứ 22, Thutmosis III đích thân mở đầu cuộc hành quân vốn diễn ra hàng năm như thường lệ. Sự kiện này được ghi chép lại trong bảng niên giám của Thutmosis III khắc tại Karnak vào năm thứ 42. Bên cạnh đó, sự kiện này cũng được ghi chép lại trên các tấm bia từ Napata (Gebel Barkal) và Armant cũng như trong tiểu sử của các vị tướng lĩnh tham gia chiến dịch. Thutmosis III noi gương của những người tiền nhiệm, như cuộc chinh phạt Nubia của pharaon Senusret III vương triều thứ 12: "Sự hiện diện hàng năm trong khu vực ngăn ngừa mọi cuộc nổi dậy phát triển; những trạm quân hay trại quân đồn trú đã có thể tạo cơ sở cho sự hiện diện rộng rãi hơn."
Chỉ trong các chiến dịch thứ nhất, thứ tám và thứ 10 mới có giao tranh thực sự, những chiến dịch khác chỉ là những giao tranh lẽ tẻ, ít quy mô. Trong cuộc xung đột thứ nhất, đối thủ của Thutmosis vẫn còn là thân vương xứ Kadesh, trong khi tại các cuộc xung đột khác lại chủ yếu là người Mitanni.
Chiến dịch thứ nhất dẫn đến trận đánh tại Megiddo. Tại Cận Đông, các thân vương Syria đã tụ hợp thành một liên minh với minh chủ thân vương xứ Kadesh. Thutmosis III đề cập đến con số 330 thân vương và vua chúa tham gia liên minh, tuy nhiên con số này có lẽ chỉ mang tính biểu tình. Theo quan điểm của sử gia Wolfgang Helck, thì chiến dịch đầu tiên mà Thutmosis thực hiện thực chất là một cuộc "phòng thủ tấn công". Cuộc tiến quân của liên quân dưới trướng thân vương Kadesh chỉ có thể có mục tiêu duy nhất đó là chinh phục Ai Cập. Tuy nhiên, sử gia Thomas Schneider lại nghi ngờ rằng, cuộc tái chinh phạt Ai Cập của cường quốc Mitanni liệu có liên quan đến người Hyksos hay không. Tuy nhiên sử gia Francis Breyer vẫn bảo lưu quan điểm là "sự cần thiết bảo vệ biên giới của Ai Cập sau cuộc đô hộ của người Hyksos ngoại bang rõ ràng là rất lớn".

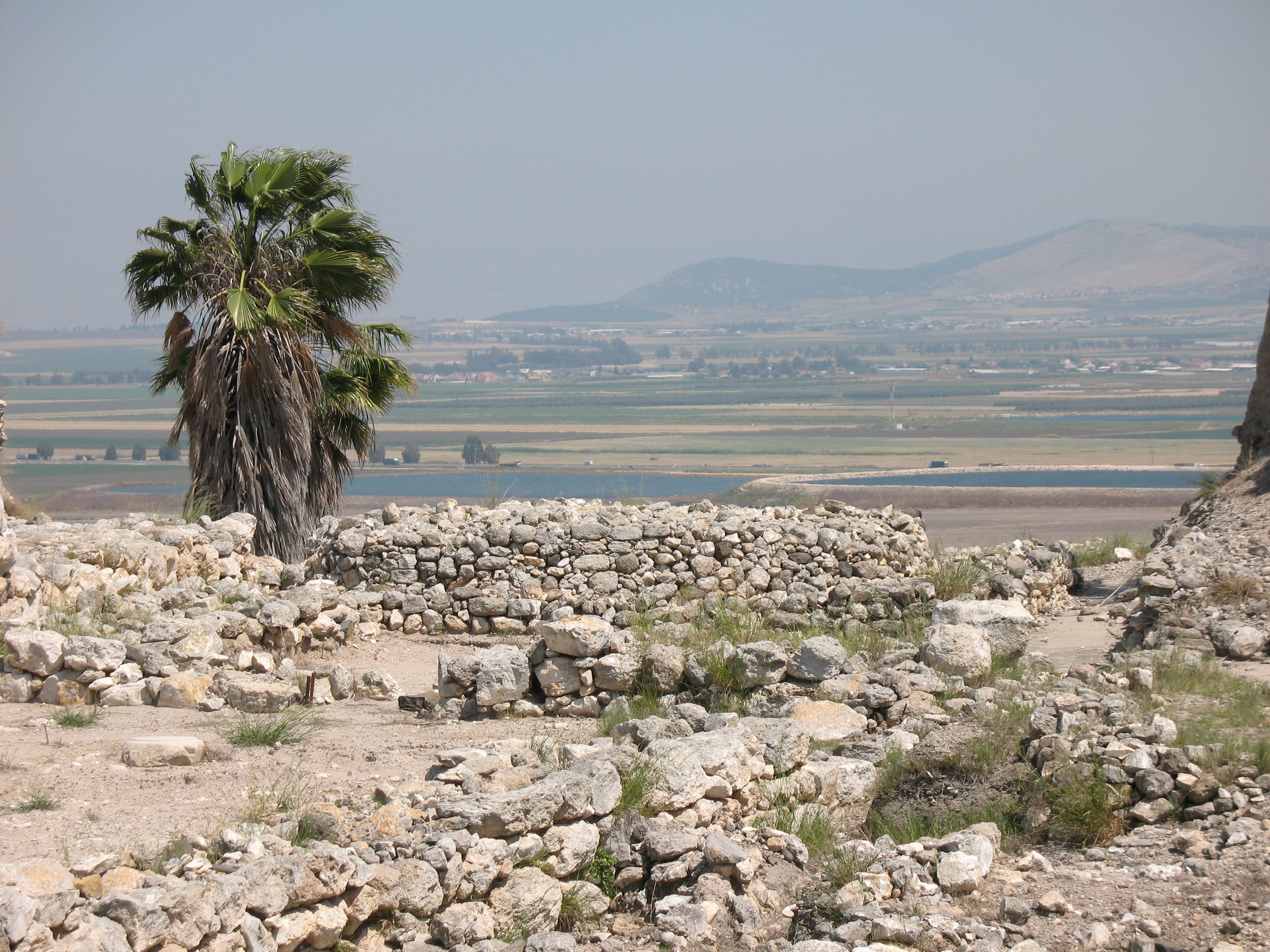
Megiddo

Dưới sự chỉ huy của Minh chủ Thân vương xứ Kadesh, liên quân các nước hội quân tại pháo đài Megiddo. Thutmosis III quyết định tiến quân theo con đường trên dãy núi Carmel đầy nguy hiểm nhằm có thể bất ngờ tấn công quân địch. Tuy nhiên, liên quân đã có thể rút về pháo đài do quân Ai Cập thay vì truy kích kẻ địch lại nhân thắng lợi đi cướp bóc. Phải mất vài tháng vây hãm, pháo đài này mới chịu đầu hàng.
Kết quả của trận Megiddo có thể được phân tích theo nhiều cách khác nhau. Một mặt, ta có thể nói rằng, người Ai Cập đã phải bỏ ra rất nhiều công sức để có thể dành chiến thắng và vì thế và Pharaon Ai Cập phải hủy bỏ ý định tiến công Syria, mặc dù tên của một số khu vực ở phía nam Syria vẫn nằm trong danh sách tên địa danh Ai Cập. Nếu chấp nhận việc cuộc chiến này thực chất là một cuộc Chiến tranh phòng ngừa, thì kết quả của nó là một thắng lợi lớn đối với người Ai Cập, vì nó "thành công đến nỗi, khi kể từ đó, kẻ địch [của Ai Cập] không còn là Qadeš mà mang tên là Mitanni".
Một chủ nghĩa đế quốc Ai Cập đã phát triển trong tại vùng Cận Đông. Mục tiêu của người Ai Cập là một mặt phá hủy các căn cứ quyền lực ở Cận Đông vì lo sợ người ngoại bang sẽ thống trị Ai Cập một lần nữa (gợi nhớ về tộc Hyksos), mặt khác, người Ai Cập quan tâm về kinh tế trong khu vực này. Ai Cập đã hưởng lợi từ những mặt hàng giàu có cũng như những cống phẩm như nhân lực, tài nguyên thiên nhiên và hàng hoá, ban cho đất nước này sự thịnh vượng chưa từng có. Để ràng buộc các thân vương ở Cận Đông một cách chặt chẽ hơn, con cái của họ đã bị được đưa đến làm con tin chính trị tại triều đình hoàng gia Ai Cập, chúng được đào tạo ở đó và khi một trong các thân vương qua đời, con trai của ông ta sẽ được bổ nhiệm làm người kế vị với tư cách là một chư hầu trung thành.

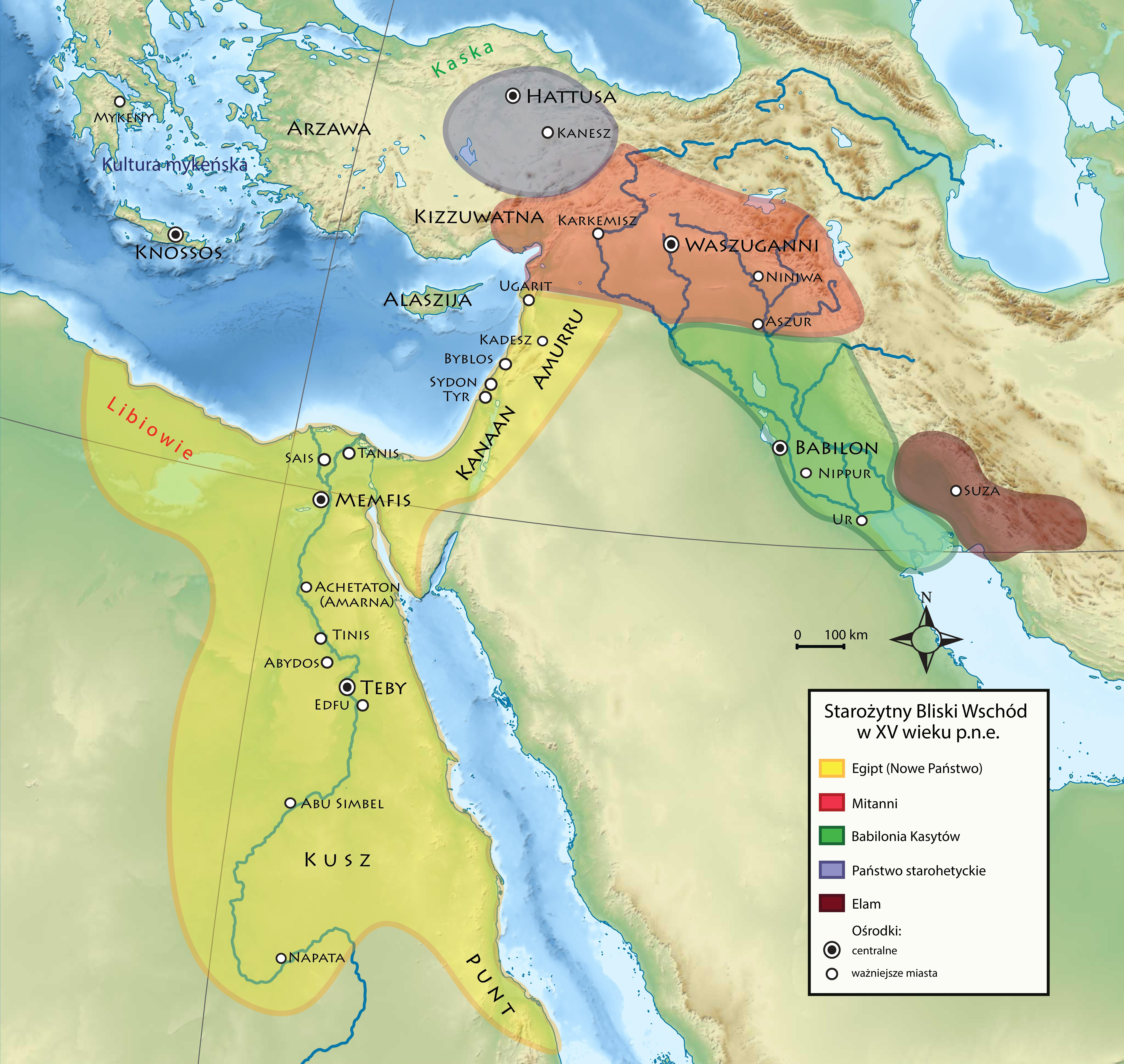
Tình hình chính trị tại Cận Đông vào thế kỷ 15 TCN.

Đỉnh cao sự nghiệp quân sự của vị Pharaon là chiến dịch thứ tám diễn ra trong năm thứ 33. Thutmosis tiến quân tới tận sông Euphrates sâu trong lãnh thổ của vương quốc Mitanni. Để có thể cung cấp quân nhu cho quân đội một cách nhanh chóng và linh hoạt, ông đã hạ lệnh cho các nghệ nhân Phoenicia có kinh nghiệm đóng những con tàu nhỏ, có thể dễ dàng tháo rời ra và lắp ghép lại khi cần. Ông đã sử dụng những chiếc xe bò, để có thể vận chuyển những con tàu qua đường đất từ Byblos đến Euphrates. Tại đó, chúng được lắp ghép lại hoàn chỉnh để có thể di chuyển trên sông. Bên bờ sông Euphrates, Thutmosis III cho dựng một tấm bia bên cạnh tấm bia của ông nội Thutmosis I. Tại pháo đài Karkemiš nằm bên bờ tây sông Euphrates, quân đội Ai Cập đã chạm trán với quân Mitanni. Không rõ trận đánh đã diễn ra như thế nào. Nhưng dù trong bất kỳ trường hợp nào, người Ai Cập đã giành được thắn lợi và người Mitanni phải tháo chạy đến vùng sâu xa. Nhân đà thắng lợi, quân Ai Cập vượt qua biên giới nằm ở tả ngạn và hữu ngạn sông Euphrates, cướp phá làng mạc. Sử ghi lại rằng, sau chiến thắng tại Karkemiš, Thutmosis tham gia vào một cuộc săn voi. Trong khi đi săn, vị pharaon bất ngờ bị một con voi đe dọa. Trên mộ của mình (ký hiệu TT85), viên tướng Amenemheb tự hào rằng mình đã cứu vua thoát chết bằng cách cắt vòi của con vật.
Vào năm thứ 35, quân đội Mitanni lại một lần nữa đe doạ đế chế Ai Cập. Ngay lập tức Thutmosis đối mặt với đội quân này cùng binh lính của mình. Những đoạn sự chép về sự kiện này đáng tiếc là đã bị phá huỷ khá nhiều. Nhưng chắc chắn là vua Ai Cập đã chạm trán quân đội Mitanni do đích thân quốc vương của họ chỉ huy tại gần pháo đài Aleppo ở Syria. Nhiều khả năng là đã có hai trận chiến diễn ra, và theo như sử sách ghi lại, người Ai Cập đã dành chiến thắng mà không gặp phải mấy khó khăn. Quân Mitanni phải tháo chạy vào nội địa nhưn Thutmosis III đã không cho binh lính của mình truy kích kẻ địch. Sử sách không đề cấp đến một cuộc tiến công khác đến sông Euphrates. Có thể là quân đội Ai Cập đã bị suy yếu quá nhiều sau hai cuộc giao tranh hoặc là do mùa lạnh đã bắt đầu.
Lần cuối cùng mà người Mitanni tổ chức tấn công Ai Cập sau khi họ liên minh với thân vương xứ Tunip là vào năm thứ 42. Thutmosis III đi theo đường biển đến thành phố Simyra đồng minh. Từ đây, ông tiến quân đến Irqata để giao chiến với quân Mitanni tại đó. Sau khi chiếm được thành Irqata, Thutmosis III tiến công tới Tunip cùng đầy đủ lương thảo. Nhiều khả năng là ở đó đã diễn ra một trận đánh quyết liệt, và có lẽ quân Ai Cập đã tiêu diệt quân Mitanni một cách huỷ diệt. Tướng địch cuối cùng cũng đã bị tiêu diệt ở Kadesh.

#### Chính sách Nubia
Bên cạnh Cận Đông, Ai Cập vào thời kỳ đầu của vương triều thứ 18 cũng bành trướng theo một hướng hoàn toàn khác: đến Nubia, khu vực phía nam thác nước thứ nhất của sông Nin ở gần Aswan. Pharaon Ahmose trước đó đã đưa khu vực này về dưới sự kiểm soát của mình bằng một chiến dịch. Sau khi chiếm được nó, Ahmose đã thiết lập chức vị phó vương Kush (còn gọi là "Vương tử của Kush"), người chịu trách nhiệm quản lý lãnh thổ đã phục hồi vốn rất có ý nghĩa đối với người Ai Cập, đặc biệt là vì những mỏ vàng và mỏ đá ở đây. Ngoài ra, để cũng cố sự thống trị lâu dài trong khu vực, một loạt hệ thống thành trì từ thời vương triều thứ 12 đã được trùng tu và mở rộng.
Trước đó, Thutmosis I cuối cùng đã đem quân đội vượt qua ranh giới đã định sẵn ở phía nam, tiêu diệt vương quốc Kerma, vương quốc độc lập đầu tiên của Nubia. Cuộc chiến vẫn còn tiếp diễn trong suốt triều đại của những người kế nhiệm ông. Thutmosis II và Hatshepsut cũng đã phải can thiệp quân sự để trấn áp các phần tử nổi dậy. Cuối cùng, Thutmosis III đã có thể thực hiện cuộc bành trướng lâu bền ra khỏi thác nước thứ 4. Địa đầu phía nam nằm tại Gebel Barkal ("Núi tinh khiết"), cùng với Napata như là một địa điểm biên giới và cơ sở thương mại.
Donald B. Redford xác định 4 lần quân Ai Cập tiến vào Nubia dưới giai đoạn Hatshepsut và Thutmosis III đồng trị vì. Một trong những bản khắc hiếm xác nhận về một cuộc viễn chinh tới Nubia vào năm thứ 12 của triều đại Hatshepsut/Thutmosis III, trùng hợp với khoảng thời gian mà Thutmosis III đã đủ lớn để có thể dẫn dắt ba quân. Chữ viết trên đá ở Tây Tangur (giữa đảo Sal và thác nước thứ 2 của sông Nin), có đề cập đến Kush như là kẻ thù chính của Ai Cập thời bấy giờ
Chúng ta hiện khó có thể xác định được, liệu Thutmosis III kiểm soát được bao nhiêu lãnh thổ ngược dòng sông Nin kể từ thác nước thứ 4. Ít nhất là cột đá ở núi Gebel Barkal, có niên đại năm 47 triều đại Thutmosis III, có đưa ra những chứng cứ về việc ông đã cho thành lập thành phố Napata dưới chân núi Gebel Barkal. Những chữ khắc trên cột đá này có thể là một là một bài phát biểu sau đó của Pharaon trước các quan viên cấp cao và dân chúng miền Nam. Một bản chữ khắc khác trên đảo Sehel có niên đại từ năm thứ 50 của triều đại Thutmosis III, được dựng lên để tưởng nhớ việc mở lại kênh đào dẫn đến thác nước thứ 1 khi nhà vua khải hoàn trở về sau thắng lợi từ Nubia là bằng chứng cho một chiến dịch tới Nubia khác.

#### Ngoại thương và ngoại giao
Chính sách ngoại giao có phần hung hăng dưới thời kỳ đầu của vương triều thứ 18 đã mở ra những khu giao thương mới. Đáng chú ý là sau khi Hatshepsut tiếp quản triều chính, một trong những sứ mệnh lớn nhất là cuộc thám hiểm đến Punt. Những miêu tả về cuộc thám hiểm này chiếm rất nhiều không gian trang trí trong ngôi đền của bà. Điều đáng để chú ý là vợ của "vua" xứ Punt, người miêu tả với một kích thước to lớn lạ thường. Những hàng quan trọng nhất được nhập khẩu từ Punt là nhũ hương và gỗ mun, nhưng các đồ vật và các loại động vật khác cũng được dùng trong giao dịch.

## Mở rộng vương quốc

Bản đồ Đế quốc Ai Cập vào thế kỉ XV TCN

Thutmosis III là một trong những vị Đại Danh tướng của thế giới cổ đại. Ông quả là một Alexandros Đại Đế của nền văn minh Ai Cập. Là một vị vua trí thức đồng thời là một danh tướng, ông là vị thống soái vĩ đại nhất trong suốt chiều dài lịch sử Ai Cập từ cổ chí kim.
Theo văn kiện cổ, ông đã xua quân đánh chiếm 350 thành phố trong vương triều ông và ông nhiều lần chinh phạt vùng Cận đông cổ đại từ Euphrates tới Nubia trong 17 chiến dịch được biết đến của ông. Ông là pharaon đầu tiên sau Thutmosis I băng qua sông Euphrates, trong chiến dịch của ông tới Mitanni. Các chiến dịch của ông được tin là được ghi nhận trên bức tường tại đền Amun ở Karnak, và được ghi nhận trong bộ thư tịch Urkunden IV. Với những chiến tích hiển hách của ông, không có vị danh tướng nào ở thời cổ đại (kể cả Alexandros Đại Đế và Julius Caesar) đánh nhiều trận hơn ông. Là một nhà chiến lược tài tình, sáng suốt, ông khát vọng được dân tộc Ai Cập trở thành bá chủ của thế giới. Có người nói vị vua - chiến binh thành Thebes này là "Napoléon của Ai Cập", nhưng quan điểm này thực sự là không đúng và nói thẳng ra thì ông tài ba hơn Napoléon, với những chiến tích lẫy lừng của ông. Và, nhờ có những chiến thắng vang dội của ông, gầy dựng nên một Đế quốc Ai Cập rộng lớn, kéo dài từ miền Nam Syria tới Nubia và Canaan. pharaon Thutmosis III đã nhiều lần thu phục được kẻ thù.
Ngay từ khi mới lên đích thân chấp chính ở ngoài đôi mươi, ông đã là một vị thống soái giàu kinh nghiệm. Thật không lạ gì khi năm cái tên hiệu của người chiến binh xuất sắc này (trong truyền thống, mọi pharaon đều phải có năm cái tên hiệu này) đều thể hiện sức mạnh quân sự. Người ta biết nhiêừ về tài điều binh khiển tướng của ông không chỉ vì những chiến công vang lừng của ông, nhưng cũng nhờ viên tướng lĩnh Quân đội Ai Cập khi đó là Thanuny - ông này đã ghi chép về vương triều của ông và những cuộc chinh phạt của ông. Lý do chính để pharaon Thutmosis III có thể chinh phạt vô số vùng đất như thế, là nhờ vào việc cải tiến và thay đổi lớn lao những loại vũ khí quân đội. Ông chỉ phải chạm trán với một vài sự chống đối không đáng kể ở các vương quốc láng giềng, do đó ông dễ dàng mở mang bờ cõi vương quốc. Quân đội ông cũng có mang các tàu thuyền trên vùng đất khô.

## Kiến trúc thời Thutmosis III
Khi kết thúc chiến tranh, Thutmosis III cho xây nhiều công trình kiến trúc khác nhau như đền đài, điện thờ, cung điện và lăng mộ cho chính bản thân mình. Tiêu biểu là ông đã cho xây dựng trên 50 ngôi đền Karnak, mặc dù vài ngôi đền trong số đó giờ đã mất và chỉ được biết thông qua ghi chép. Ông cũng cho xây dựng rất nhiều mộ quý tộc, và các ngôi mộ này được xây dựng khéo léo hơn trước. Vương triều Thutmosis cho thấy sự phát triển thịnh vượng của nền điêu khắc, tranh vẽ, và hình khắc kết hợp xây dựng, nhiều trong số đó đã phát triển từ thời Hatshepsut.